# Josef Elting
Josef Elting (Bocholt, 29 dicembre 1944) è un ex calciatore tedesco occidentale, di ruolo portiere.

## Carriera
Durante la sua carriera ha vestito le casacche di Schalke 04, Kaiserslautern, Real Murcia e Wuppertaler. Con il K'lautern nel 1972 raggiunge la finale di Coppa di Germania, perdendo 5-0 proprio contro la sua ex Schalke 04.
Vanta circa 200 presenze in carriera, 151 in Bundesliga, 21 nella Primera División (Spagna), 16 in Zweite Bundesliga, 15 nella DFB-Pokal e 4 incontri nelle competizioni UEFA per club.